# Danîlo-Ivanivka, Melitopol
Danîlo-Ivanivka (în ucraineană Данило-Іванівка) este localitatea de reședință a comunei Danîlo-Ivanivka din raionul Melitopol, regiunea Zaporijjea, Ucraina.

## Demografie
Componența lingvistică a localității Danîlo-Ivanivka
     Ucraineană (73,73%)
     Rusă (26,01%)
     Alte limbi (0,13%)
Conform recensământului din 2001, majoritatea populației localității Danîlo-Ivanivka era vorbitoare de ucraineană (73,73%), existând în minoritate și vorbitori de rusă (26,01%).